# 小選挙区比例代表併用制
小選挙区比例代表併用制（しょうせんきょくひれいだいひょうへいようせい、英: Mixed member proportional representation）とは、比例代表制を中心に小選挙区制の要素を加えた選挙制度である。  小選挙区制と比例代表制の選挙を同時に行い、比例代表選挙の得票率によって各政党に議席数を配分し、小選挙区選挙の得票数で党内の当選者を決める。全議席は政党の得票数に応じて比例配分されるが、各政党では小選挙区で当選した候補者に優先的に議席が与えられる。ドイツやニュージーランドでの採用例が有名である。

## 概要
この制度では全議席は比例代表によって民意に近い配分がされ、かつ有権者は誰を当選させるかを選ぶことができるという利点がある。一方で、複雑で分かりにくい制度という欠点もある。

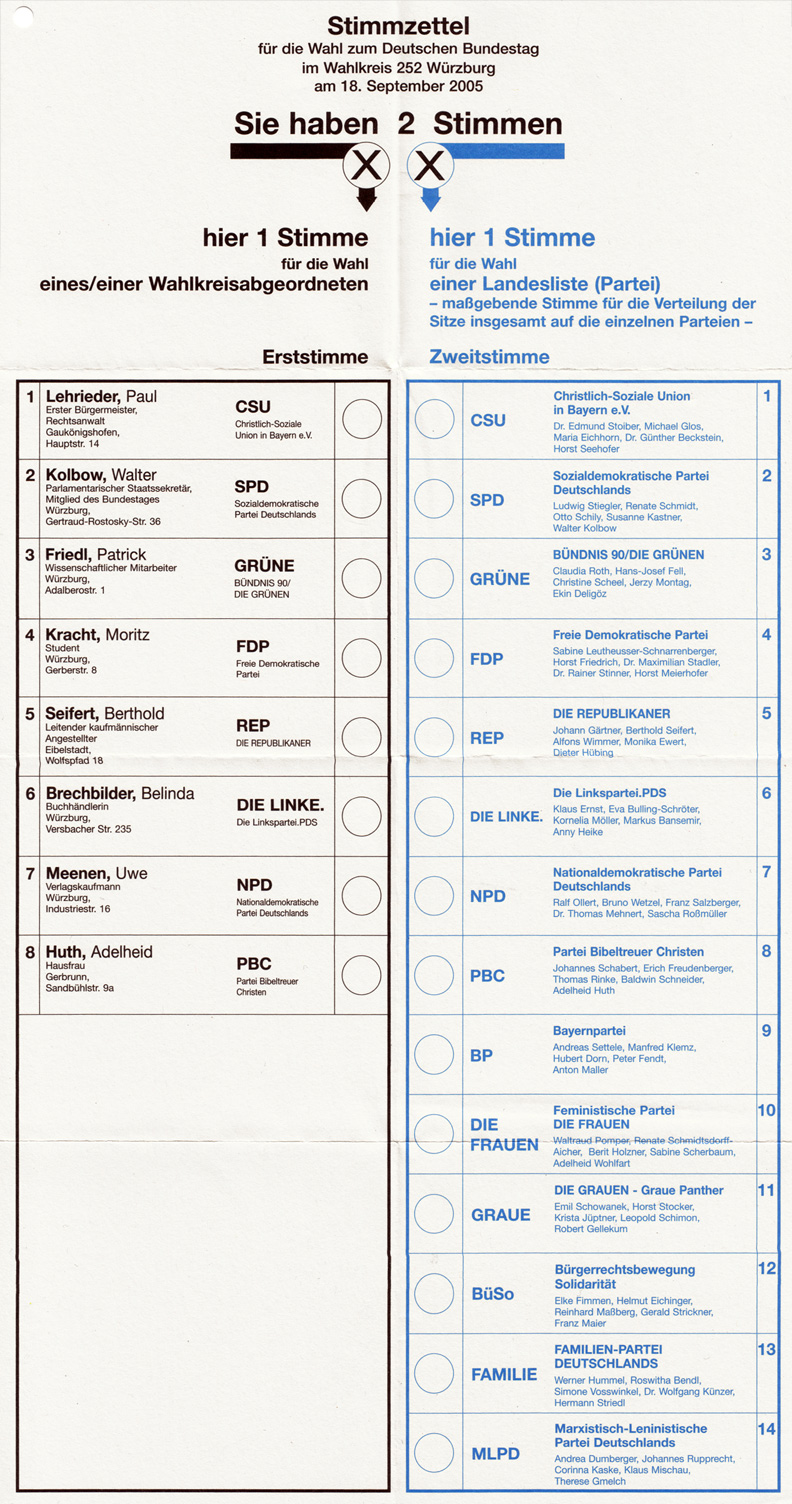
2005年ドイツ連邦議会選挙においてヴュルツブルクの選挙区で使用された投票用紙。選挙区の票が左側で、政党名簿の票が右側である。

小選挙区制と比例代表制の選挙を同時に行う点は小選挙区比例代表並立制と同じであるが、決定的に違うのは、併用制では各党の議席数は基本的に比例代表の得票率により決定し、小選挙区部分は党内の当選者を決定する際に使用されるという点である。別の言い方をすれば、1）比例代表で全ての政党別の議席配分を決めた上で、2）各政党に配分された議席をその党の小選挙区での当選者に優先して割り当て、3）それでも余りが生じた場合にのみ政党名簿に登載された候補者を補充して当選させることになる。このため小選挙区での獲得議席が比例代表での獲得議席を上回る政党が現れない限り、比例代表の性質は歪められない。ただし、比例代表の一票の格差を自動調整する機能は失われる。
なお比例区（政党名簿）と小選挙区では個別に分離して投票を行うことが多い（二票制。右のドイツの例での投票用紙もこの一種である）が、小選挙区の候補者への投票を所属する政党への投票とみなし、全国で政党別に集計して各政党に比例配分すること（一票制）も、理論的には可能である。
小選挙区で候補者が無所属で出馬し当選した場合は、政党名簿での議席配分にあずかることができないため、当然比例代表の枠外での当選となる。極端な例だが、小選挙区の候補者が全員無所属で出馬した場合は、事実上小選挙区比例代表並立制と同じとなる。これを防ぐためドイツでは、小選挙区比例代表並立制を採用している日本とは逆に、同一候補者が小選挙区と比例区に重複立候補することが奨励されている節がある。実例としては有力政治家であるヘルムート・コール（ドイツキリスト教民主同盟）もハンス・ディートリヒ・ゲンシャー（自由民主党）も重複立候補した上、地元の小選挙区では落選を繰り返し、比例区で当選（いわゆる復活当選）していた。

## 超過議席
ドイツでは、かつて、小選挙区の獲得議席数が比例代表の獲得議席数を上回った場合、超過分も超過議席（ドイツ語：Überhangmandat、英語：Overhang seat）として認められていた。そのため、ドイツ連邦議会では、選挙での確定議席数が定数よりも多くなることがほとんどであり、若干ながらドイツキリスト教民主同盟、ドイツ社会民主党の二大政党に有利に働いていた。また、超過議席の発生によって、議会運営のコストも余計にかかる状況となっていた。
しかし、2023年6月に成立した改正連邦選挙法によって超過議席は廃止され、議席数は630議席に固定されることとなった。改正連邦選挙法は、2025年2月に執行された連邦議会選挙において、初めて適用された。

## デメリット
小選挙区制の要素を加えているものの、比例代表制の性格が強い選挙制度であるため、単純比例代表制度と同じデメリットがある。

### 幹部優遇助長による党の高齢化
政党の得票数に応じて、全議席を比例配分するが、各政党では小選挙区で当選した候補者に優先的に議席が与えられるものの、小選挙区で落選しても政党の得票数に応じて、比例配分される議席で比例名簿順に当選する。そのため、ヘルムート・コール元ドイツ首相は小選挙区で4回も落選しているが、そのたびに復活当選している。ドイツの各政党は選挙に弱くても党内で重要な人物を比例名簿の上位に載せている。日本でも、参議院全国区や衆議院比例代表で日本共産党や公明党が行っている、幹部など地位が高いほど比例名簿上位に載せるような比例名簿順の決め方は、若手冷遇・党の高齢化を招きやすい傾向になっている。

### 小党乱立による政治不安定化・極右極左の伸張
さらに小党乱立しやすく、単独過半数をとれることはほぼ無く、右派第一党と左派第一党の大連立になることもあり、3党連立も珍しくなく、総選挙後に内閣が発足するまで政策が大きく異なることでその摺合せのために平均3ヶ月かかる。小選挙区でも低い得票率で当選できるため、「選挙区の当選者」といっても民意を代表する政治家と呼べなくなりつつある。議会第一党が単独、または政策の近い党だけの連立政権で議会過半数を取れないため、投票者らが望んだような政策が実行出来ない。右派第一党と左派第一党による大連立さえ頻発する。そのため、二大政党に不満を抱える有権者らによって、極左や極右が伸張する。

### 単独過半数不可による大連立や政治空白期間の多発
曽根泰教（慶應義塾大学名誉教授）は2017年9月のドイツ連邦議会選挙後、同年12月時点でも新政権の形がなっていない背景について、中道右派キリスト教民主・社会同盟が勝利を収めたものの、アンゲラ・メルケル新政権の他党との連立協議が難航・頓挫しているからと解説している。戦後のドイツでは選挙制度のために議会第一党でも単独過半数を取れたケースが一度もなく、選挙に勝利しても「少数与党政権」、再選挙、「野党第一党との大連立」の3択になってしまっている。曽根によると、小選挙区比例代表併用制だと、選挙後に政権の形が見えない背景として、何百ページにわたる連立協議の協定書を作らなければならないことにある。ベルギーでは選挙後に議会過半数を握る政権設立協議に時間がかかるため、政治空白がたびたび起きてきた。特に「100日を超える無政府状態」が1970年代以降から度々生じている。2009年には過去最長の連立協議に541日もかかり、世界最長記録となった。2014年の選挙後も連立政権樹立まで139日を要している。オランダの場合も2017年に225日で中道右派の自由民主党が議会第一党となった際に議会第2党の自由党を排するために、中道右派のキリスト教民主勢力・中道左派リベラルの民主66・中道のキリスト教連合との4党連立政権を漸く成立している(1977年の208日を更新)。このような選挙後に政策の摺合せを行うために投票前の有権者には、特に主義主張の異なる右派・左派連立政権のために選挙後の第一党投票者が投票時に願ったのと大きく異なる政策が実行される経験を毎回伴う。戦後のドイツでは完全比例代表制で第2次大戦前に小党が余りにも乱立したことで政治が混乱、ナチスの台頭を招いたことの反省のために、比例で得票率5％未満の極小党は議席を与えない「5％条項」がある。それでも、投票者的には不満が生まれる中道右派政党と中道左派政党の大連立政権が見られる。

## 併用制を採用している国
- ドイツ：下院と多くの州議会
- ニュージーランド：議会
- スロベニア：下院
- ルーマニア：上院・下院 - 一院制議会への移行を予定
- ベネズエラ：議会
- アルバニア：議会
- ボリビア：下院[12]
- ハンガリー：議会 - 並立制の要素も加えた、折衷的な制度
- イギリス：スコットランド議会とウェールズ議会とロンドン議会 - 超過議席は出ない仕組み。連用制も参照。
- 南アフリカ共和国：地方選挙
- 大韓民国：国会 - 小選挙区で獲得した議席が多いほど配分される比例代表の議席数が少ないという小政党に有利なシステムを2020年の総選挙前に導入したが、大型政党の衛星政党の成立により形骸化[13]。